# Blaakwetering
De Blaakwetering is een waterloop op het eiland IJsselmonde in de Nederlandse provincie Zuid-Holland. Ze komt bij Bolnes uit in de Nieuwe Maas.

## Geschiedenis
De Blaakwetering stroomde voor circa 1936 langs de Ringdijk in Ridderkerk. Het stuk langs de Ringdijk is echter rond 1936 afgedamd. Hierdoor zijn er als het ware twee gedeelten ontstaan. Het deel dat bij Zwaantje begint en eindigt bij langs de Ringdijk/bij de dam (ten zuiden van wat tegenwoordig de Rotterdamseweg heet) en het deel dat aan de andere kant van de dam begint (ten noorden van de Rotterdamseweg) en eindigt in de Nieuwe Maas.

## Verloop

### Zwaantje-Ringdijk
Het stuk voor de dam ontstaat uit een stelsel van sloten in het oosten van Barendrecht. Bij het gehucht Zwaantje komen deze sloten samen en stroomt daarna naar de E19. Vervolgens kruist de Blaakwetering de weg en komt ze aan op de plek waar ze zich als gevolg van de aanleg van de dam (kunstmatig) is gaan vertakken: de ene tak gaat naar Bolnes, waar het samenkomt met de tak die "na" de dam is ontstaan en de andere stroomt verder en komt uit in het Waaltje.

### Ringdijk-Bolnes
Dit stuk begint iets ten noorden van de Rotterdamseweg, maar wordt aangevuld met sloten uit de omgeving. Via Slikkerveer loopt de waterloop langs Huys ten Donck. Als hij in Bolnes aankomt, voegt een aftakking van het stuk ten zuiden van de Rotterdamseweg/dam zich bij de rest van de waterloop die bekend staat als "Blaakwetering". Niet veel later komt de waterloop bij een gemaal uit dat het water in de Nieuwe Maas pompt.